# Елдон (Оклахома)
Елдон (енгл. Eldon) насељено је место без административног статуса у америчкој савезној држави Оклахома.

## Демографија
По попису из 2010. године број становника је 368, што је 623 (-62,9%) становника мање него 2000. године.
| Група             | 2000.       | 2010.       |
| Белци             | 399 (40,3%) | 152 (41,3%) |
| Афроамериканци    | 1 (0,1%)    | 0 (0,0%)    |
| Азијати           | 0 (0,0%)    | 0 (0,0%)    |
| Хиспаноамериканци | 5 (0,5%)    | 8 (2,2%)    |
| Укупно            | 991         | 368         |